# 拉雷奥勒 (上加龙省)
拉雷奥勒（法語：Laréole，法語發音：[laʁeɔl]）是法国上加龙省的一个市镇，属于图卢兹区。

## 地理
拉雷奥勒（43°44'17"N, 1°1'20"E）面积8.88 平方千米，位于法国奧克西塔尼大區上加龙省，该省份为法国西南部内陆省份，西南端与西班牙接壤，自此顺时针与上比利牛斯省、热尔省、塔恩-加龙省、塔恩省、奥德省和阿列日省接壤。
与拉雷奥勒接壤的市镇（或旧市镇、城区）包括：布里涅蒙、卡杜尔、科镇、皮塞居尔、阿尔迪扎、圣安娜。

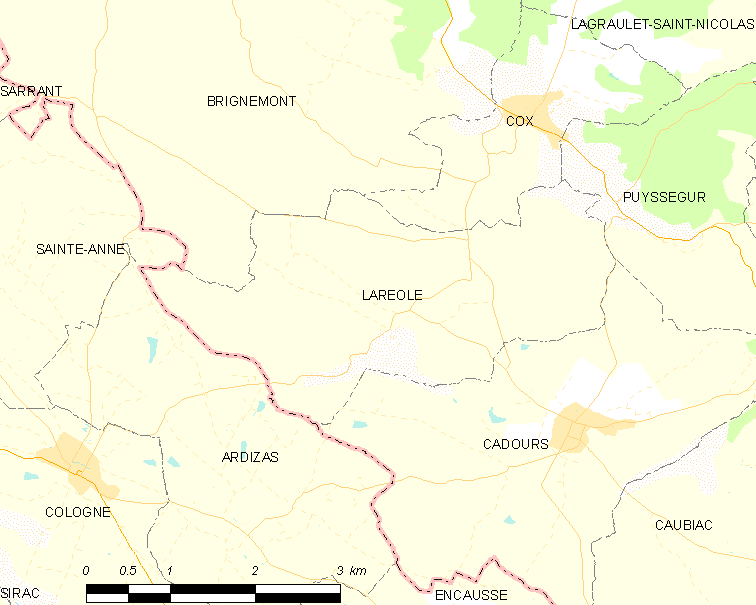
的OSM定位图

拉雷奥勒的时区为UTC+01:00、UTC+02:00（夏令时）。

## 行政
拉雷奥勒的邮政编码为31480，INSEE市镇编码为31275。

## 政治
拉雷奥勒所属的省级选区为莱格万县。

## 人口

1962-2008年间人口变化图示

拉雷奥勒于2022年1月1日时的人口数量为159人。

## 图集

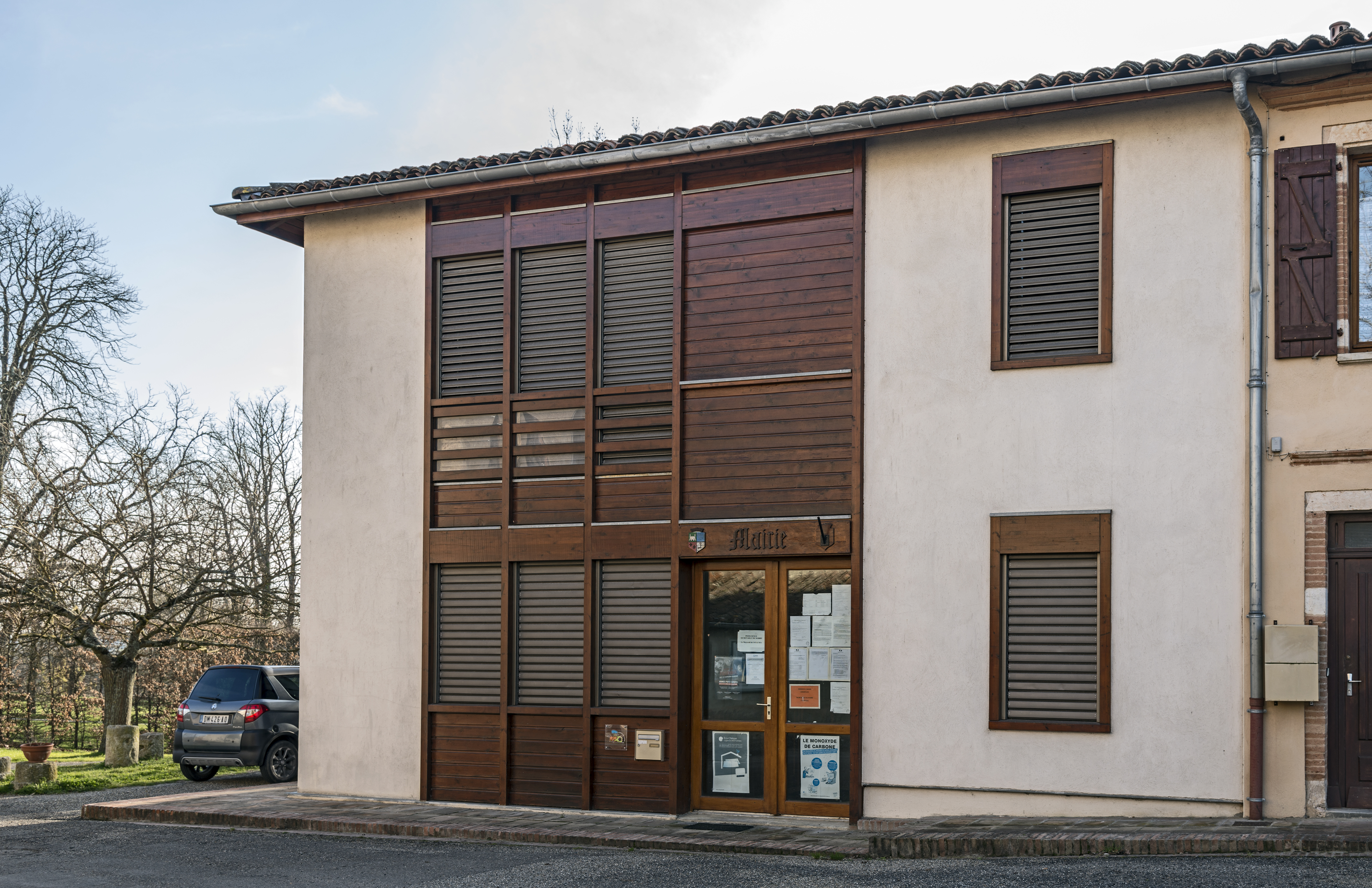
市政厅
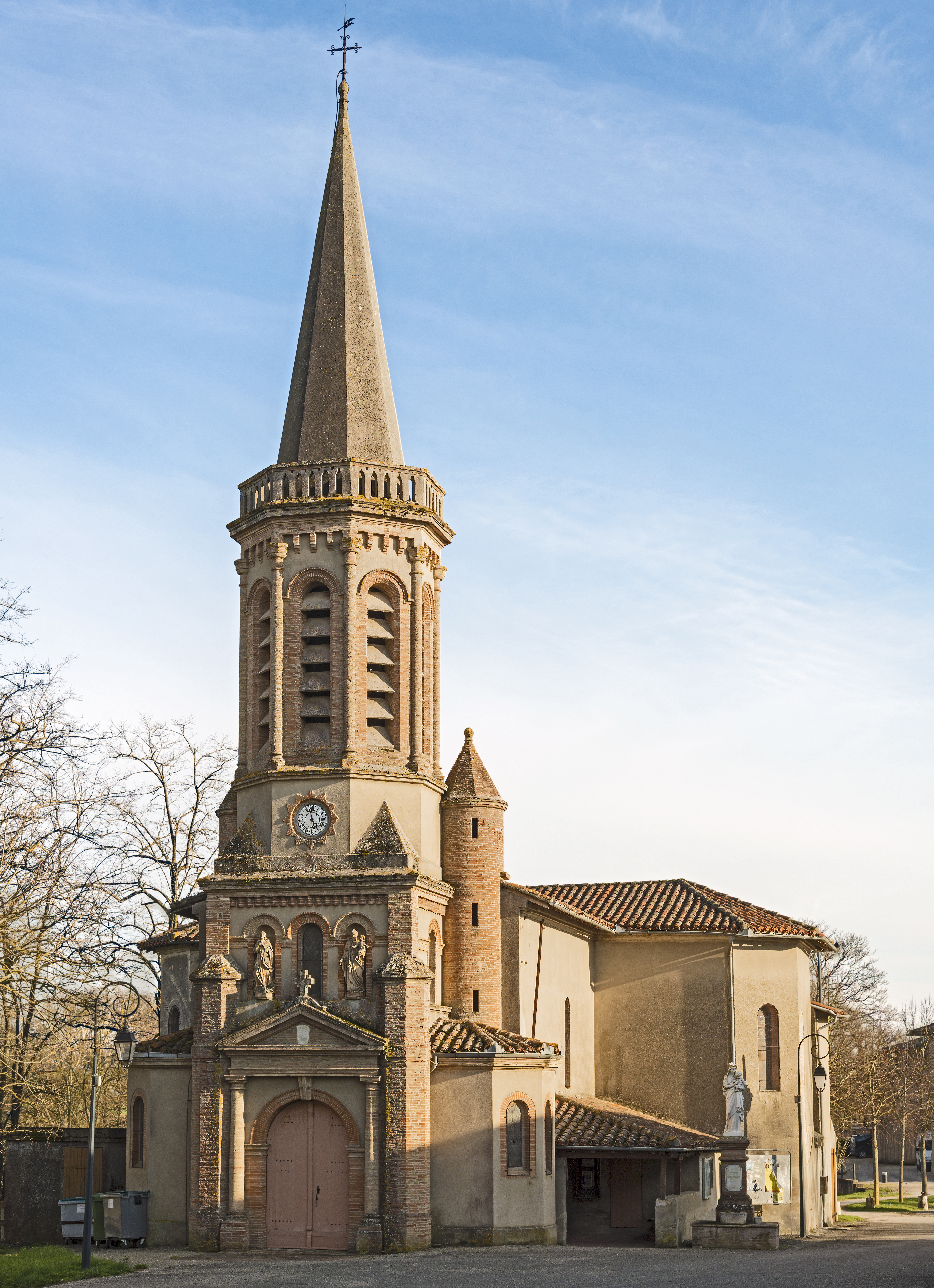
教堂
城堡